# Alliierte Luftoffensive auf die deutsche Treibstoffindustrie
Die Alliierte Luftoffensive auf die deutsche Treibstoffindustrie war eine vom 12. Mai 1944 bis zum 9. April 1945 dauernde Serie amerikanisch-britischer Luftangriffe auf Hydrierwerke, Raffinerien, Benzolwerke, Schwelwerke, Tank und Öllager. Die Hydrierwerke deckten einen Teil des Treibstoffbedarfs der Wehrmacht und waren ab Mitte 1944 die einzige Quelle für Flugbenzin der Luftwaffe. Die Angriffe auf die Achillesferse der deutschen Kriegswirtschaft führten zum Zusammenbruch der deutschen Treibstoffwirtschaft, damit war das Ende des Krieges absehbar.

## Vorgeschichte
Zwischen 1940 und 1943 flogen die RAF und die USAAF vereinzelte Angriffe auf deutsche Treibstoffziele, ohne schwerwiegende Schäden hervorzurufen, so in den Nächten zum 17. und 29. August 1940 auf Leuna. Ab 1942 erfolgten Luftangriffe auf die rumänische Ölindustrie.
In den ersten drei Monaten des Jahres 1944 hatte die deutsche Mineralölerzeugung und der Ölimport aus Rumänien ihren Höhepunkt erreicht. Die Produktion in den Hydrierwerken übertraf mit 1,26 Millionen Tonnen in dieser Zeit alle anderen Quellen.
Die synthetische Produktion war in 23 Hydrier- und Synthesewerken konzentriert, in sechs davon wurde nach dem Wegfall der rumänischen Erdölfelder fast das gesamte Flugbenzin produziert. Für die deutsche Seite waren daher Angriffe auf die Hydrierwerke ein „Angsttraum“, dessen Realisierung sie seit langem befürchtete und man wunderte sich, warum die Alliierten diesen Lebensnerv der deutschen Rüstung so lange in Ruhe gelassen hatten. Hans Kehrl war jedes Mal heilfroh, wenn er bei den abendlichen Anrufen, die ihn in Berlin erreichten, über die Ziele der alliierten Bomberformationen erfuhr, dass die Angriffe voraussichtlich Berlin, und nicht den Hydrierwerken galten.

## Angriffe
Der zum Jahreswechsel 1943/44 eingesetzte Chef von USSTAF, der United States Strategic Air Forces in Europe, Carl A. Spaatz, versprach sich von einer Kampagne gegen Ziele der Ölproduktion und -verarbeitung wichtige Vorteile im Kampf gegen die Achsenmächte, zuvorderst einen zeitigen Sieg über die auf hochwertigen Treibstoff angewiesene deutsche Luftwaffe und davon ausgehend die absolute Luftherrschaft über Europa und somit ein schnelles Kriegsende. Andere, meist britische Befehlshaber favorisierten in dieser Zeit den sogenannten Transportation Plan, der vorsah, die Verkehrswege und -knotenpunkte im deutschen Machtbereich zu zerstören und die deutsche Kriegswirtschaft auf diese Weise lahmzulegen. Dieser Konflikt bestimmte die Diskussionen zwischen den Alliierten über ihre strategischen Luftstreitkräfte in der ersten Jahreshälfte 1944. Spaatz hielt es für geboten, seine ersten Schritte auf dem Weg zu einer Ölkampagne verschleiert auszuführen, um sich nicht dem Vorwurf der Insubordination auszusetzen. Die Fifteenth Air Force flog ab April verdeckte Angriffe auf das rumänische Ploiești, das bedeutendste ausländische Zentrum der Erdölproduktion unter deutscher Kontrolle.
Die Offensive gegen Ölziele in Deutschland wurde mit einem Angriff von 935 US-Bombern der Eighth Air Force auf die Hydrierwerke in Leuna, Brabag-Werke in Zeitz und Böhlen, Lützkendorf und Brüx am 12. Mai 1944 eröffnet. Ursprünglich hätte die Luftoffensive schon am 21. April begonnen werden sollen, was durch schlechtes Wetter verhindert wurde.  Am 28. Mai 1944 erfolgte die zweite Angriffsserie der USAAF auf Leuna, Zeitz, Lützkendorf, Magdeburg, Ruhland und am 29. Mai auf Pölitz. Sie sollte eigentlich am 13. Mai geflogen werden, wurde aber wegen anderen Notwendigkeiten wie der Operation Crossbow und schlechten Wetters verschoben.
Diese ersten Angriffe zeitigten, zusammen mit den gleichzeitigen Angriffen der Fifteenth Air Force auf Ploiești und andere Ölziele, schon überaus vielversprechende Erfolge.

„Eisenhower was convinced, and the British were won over to the oil campaign by the last of May. On 4 June 1944, an ETO press release would proclaim publicly the oil offensive, and on 8 June, with OVERLORD begun, Spaatz would place oil in first priority for the U.S. strategic air forces.“

Die RAF begann ihre Beteiligung in der Nacht vom 12. auf den 13. Juni 1944 mit Angriffen auf Treibstoffziele im Ruhrgebiet. Ihren Höhepunkt fand die Angriffsserie zwischen dem 11. und 19. September 1944.
Insgesamt wurden 250 Tag- und Nachteinsätze gegen die deutschen Treibstoffwerke und Raffinerien geflogen, davon die meisten von den amerikanischen Luftstreitkräften, vor allem die großen mit über 1000 Bombern. Dabei wurden 215.000 tons Bomben auf die ölverarbeitende Industrie abgeworfen, davon 100.000 tons Bomben auf die deutschen Hydrierwerke. Von diesen gingen 84,1 % außerhalb des Zielgebietes nieder. Insgesamt betrug die auf die deutsche Treibstoffindustrie abgeworfenen Bomben 15,9 % der gesamten von den Alliierten eingesetzten Bombenmenge.
Bis zum 22. Juni sank die Flugbenzinerzeugung von 5.800 Tonnen pro Tag auf 623 Tonnen. Im September 1944 war die Erzeugung auf 8 % von der im April gefallen. Im März 1945 fiel die Erzeugung von Flugbenzin auf 40 Tonnen. Der Einsatz einer Me 262 benötigte 1,5 Tonnen Treibstoff.
Kehrl berichtet, dass als Hitler am 23. Mai im Führerhauptquartier auf dem Obersalzberg eine Besprechung über diese Bombardierungen abhielt, Carl Krauch einen Plan des Leuna-Werkes entrollte, auf dem alle 2.200 Bomben mit ihrer Größe eingezeichnet waren, die ins Werksgelände gefallen waren. Daraufhin hielt sich Hitler eine halbe Minute lang die Augen zu, bei völliger Stille der Anwesenden.
Die Schlacht um die Treibstoffwerke konnte nach Dietrich Eichholtz von deutscher Seite nicht gewonnen werden, weil die Luftherrschaft über Deutschland immer mehr den Alliierten gehörte und diese die unter äußerster Kraftanstrengung reparierten Werke immer wieder zerschlugen.  Nach Ansicht Kehrls war die Treibstoffschlacht ab August 1944 endgültig und unwiderruflich verloren.
Die Treibstoff-Offensive endete in der Nacht vom 8. auf den 9. April 1945 mit einem Angriff auf das Mineralölwerk Lützkendorf, mit der späteren Bemerkung: „There were no more Oil targets“.

## Abwehrmaßnahmen
Als sich Albert Speer in den Leuna-Werken einen Weg durch ein Gewirr zerrissener und verbogener Rohrsysteme bahnte, stellte er fest, dass sich die chemischen Werke als ein überaus bombenempfindliches Ziel erwiesen. Am 2. Juni 1944 äußerte er:

„Die Hydrierwerke sind die wichtigste Aufgabe, die wir innerhalb des Reiches zur Zeit vorfinden. Von ihrer Lösung hängt praktisch die Entscheidung des Krieges ab.“

In der zweiten Hydrierdenkschrift vom 30. Juli 1944 forderte Speer das Zurückziehen der Jagdwaffe von den Fronten zum Schutz der Treibstoffwerke.
Obwohl die Werke jedes Mal kurz nach dem Wiederanlauf zerstört wurden, die meisten drei bis vier Mal, wurden sie immer wieder aufgebaut, um wenigstens in den Pausen etwas Treibstoff zu produzieren. Es entwickelte sich ein wahrer Wettlauf, da die alliierten Luftstreitkräfte nur eine bestimmte Anzahl an Großangriffen im Monat fliegen konnten. Gegenüber Graf Schwerin von Krosigk bezeichnete Speer im Sommer 1944, das Ringen zwischen Zerstörung und Wiederherstellung als „das aufregendste Wettrennen der Weltgeschichte“. Hans Kehrl schreibt:

„Keine Phantasie reicht aus, zu ermessen, welche Opfer an Nerven und Gesundheit damals viele Monate lang vom einfachsten Hilfsarbeiter über die Meister bis hinauf zum Werksmeister in diesem Ringen um »ihre« Werke neun lange Monate gebracht wurden“

Zeitweise waren bis zu 350.000 Arbeitskräfte dabei beschäftigt. Jeder Angriff zerrüttete die Werke immer mehr, so dass die Reparatur immer schwieriger wurde.
Am 30. Mai 1944 ernannte Hitler Edmund Geilenberg zum „Generalbevollmächtigten für die Sofortmaßnahmen beim Reichsminister für Rüstung und Kriegsproduktion“ für die Wiederingangsetzung der Treibstoffproduktion. Seine Vollmachten waren nahezu unbegrenzt; personelle, materielle und finanzielle Begrenzungen wurden aufgehoben.
Hitler befahl Leuna zur „Flakfestung“ auszubauen. Dazu wurde eine Stoßaktion für die Produktion schwerer Flak (12,8 cm, 10,5 cm, 8,8 cm 41) durchgeführt. Nach dem Angriff vom 28. Juli 1944 auf Leuna berichteten einige Besatzungen, dass das Flakfeuer schlimmer als über Berlin gewesen sei. Diese Kämpfe gingen als „Battle of Leuna“ in die amerikanische Kriegsgeschichte ein.
Die Anlagen wurden bei Angriffen eingenebelt und 800.000 Kubikmeter Beton wurden verwendet, um sie einzubetonieren. Außerdem wurden Attrappenfabriken und Scheinanlagen errichtet und durch Abbrennen von Öllachen Treffer vorgetäuscht.
Mit dem Mineralölsicherungsplan wurde unter anderem versucht, eine Produktion in untertageverlagerten Kleinanlagen aufzubauen.
Am 11. August 1944 befahl Heinz Guderian, gegen das Verbot aller nicht kriegswichtigen Fahrten Zuwiderhandelnde, als „Betriebsstoff-Saboteure“ vor ein Kriegsgericht zu stellen.

## Auswirkungen
Die Auswirkungen waren nach Rolf-Dieter Müller „verheerend“. Mit den schwindenden Treibstoffreserven konnten nur noch die gepanzerten Eliteverbände mit mangelhafter Luftunterstützung an die Brennpunkte des Kampfes geworfen werden. Selbst die neuen deutschen Superpanzer Königstiger konnten sich nur noch auf kurzen Strecken bewegen. Und der Großteil der Wehrmacht war auf Fahrräder und Pferdewagen angewiesen. Die wenigen Lastkraftwagen mussten mit Holzvergasern betrieben werden.
Von Juni 1944 bis zum Kriegsende konnten nur noch 197.000 Tonnen Flugbenzin erzeugt werden, was einer Monatsproduktion vor den Angriffen entsprach, damit fiel die Gegenwehr der Luftwaffe praktisch aus. Laut dem General der Jagdflieger Adolf Galland war die „minutiös und mit großer Sachkenntnis“ ausgeführte Operation der „eigentliche Todesstoß für die Luftwaffe“. Im September 1944 ist die Luftwaffe „praktisch aktionsunfähig“ geworden. Mit einem Aufwand von nur 5166 Tonnen Bomben haben die alliierten Luftflotten die materielle deutsche Widerstandskraft „ins Mark“ getroffen, während die siebenfache Menge auf die V-Waffen-Rampen und das vierzehnfache auf Eisenbahnanlagen verwandt wurden.
Im Juli 1944 wurde mit 4075 Maschinen die höchste Zahl produzierter deutscher Flugzeuge im ganzen Weltkrieg erreicht, jedoch ging im selben Monat 4243 Maschinen ohne Feindeinwirkung verloren. In Folge von Ausbildungsmängeln durch knappe Treibstoffzuweisungen, wurden mehr Flugzeuge zu Schrott geflogen, als produziert wurden. Nicht selten wurden Jagdflugzeuge mit Pferden und Ochsen zum Start gezogen.
Nach Albert Speer standen bei der Abwehr der sowjetischen Weichsel-Oder-Operation 1500 Panzer bereit, die aber nur ein bis zwei Versorgungssätze Treibstoff hatten und damit unbeweglich waren.
Laut Kehrl konnte bis Jahresmitte 1944 der Bedarf der Wehrmacht bei starker Sparsamkeit und Heranziehung der Reserven noch einigermaßen gedeckt werden, aber danach stellte die Treibstoffversorgung eine ganz wesentliche Behinderung aller operativen Entschlüsse und eine außerordentliche Verlangsamung in der Durchführung operativer Maßnahmen dar.
Auch die Sprengstoffproduktion wurde binnen drei bis vier Monaten halbiert, da die Hydrierwerke wichtige Vorprodukte wie Stickstoff oder Methanol für diese lieferten. Zudem fiel mit ihnen auch die Produktion von Wasserstoff und Heizgas für die Produktion von synthetischem Gummi aus.
Wolfgang Birkenfeld hebt auch die Auswirkung des Benzinmangels auf den Geist der kämpfenden Truppe hervor. Auf eine motorisierte Truppe, die fürchten muss, bei Vorstößen oder Absetzbewegungen plötzlich nicht mehr „weiterzukönnen“ übt dieser eine zermürbende und deprimierende Wirkung aus.

## Bewertung
Laut Rüstungsminister Albert Speer wurde am 12. Mai 1944 der technische Krieg entschieden. Dieser Tag markierte eine neue Epoche des Luftkrieges und das Ende der deutschen Rüstung. Für den Präsidenten des Rüstungsamtes und Leiter des Planungsamtes Hans Kehrl war die alliierte Luftoffensive im Mai 1944 das „Stalingrad der Rüstungswirtschaft“. Laut Percy Ernst Schramm hat sich bei den Hydrierwerken das Reichsgebiet mit dem ganzen besetzten Raum als so verletzlich erwiesen, dass die deutsche Kriegsmaschinerie eines Tages zum Stillstand gekommen wäre, auch wenn die Fronten nicht nachgegeben hätten. Nach Rainer Karlsch und Raymond G. Stokes hat sich die Öl-Offensive als der einzig wirklich erfolgreiche Einsatz der strategischen Luftstreitkräfte der Alliierten erwiesen. Für Eichholtz wurde die einst so stolze Syntheseindustrie, für die riesige Kapitalsummen und ungeheure Mengen an Material und Arbeitskraft verausgabt wurde, in ein „nutzloses Wrack“ verwandelt und so Wirtschaft und Wehrmacht schon Monate vor Beendigung des Krieges lahmgelegt.
Speers objektiver Befund, dass der Krieg technisch verloren war, entsprach jedoch auf Grund des Phänomens des Durchhaltens wider alle Vernunft, nicht der Perzeption der deutschen Führung.

## Debatte
Bis heute wird kontrovers diskutiert warum die Alliierten erst im Mai 1944 die Achillesferse der deutschen Kriegswirtschaft angriffen. Für Hans Kehrl war es damals „unerfindlich“, warum die Treibstoff-, Stickstoff- und Bunawerke, als „die verwundbarsten Stellen unserer Kriegsproduktion“, nicht konsequent angegriffen wurden. Dass es überhaupt zu den Bombardierungen kam, ist laut amerikanischer Geschichtsschreibung ein Alleingang des Bombergenerals Carl A. Spaatz gewesen. Für Birkenfeld ist für den historischen Betrachter eine fast unverständliche Tatsache, dass es der Hartnäckigkeit und des wiederholten Drängens eines amerikanischen Generals zur Entscheidung bedurfte. In einer Denkschrift des Generalstabs der Luftwaffe vom 14. April 1944 wurde festgestellt:

„Hier erhebt sich die bis jetzt noch völlig ungeklärte und undurchsichtige Frage, warum der Anglo-Amerikaner diese Anlagen noch nicht zerschlagen hat, wozu er bei seiner in letzter Zeit so hochentwickelten Angriffstechnik ohne weiteres in der Lage wäre. Mit der Vernichtung unserer wenigen großen Raffinerien und Hydrierwerke könnte er einen Erfolg erringen, der tatsächlich die Möglichkeit einer Fortsetzung des Krieges durchaus in Frage stellen würde [...] Bei der großzügigen und auf lange Sicht eingestellten Politik der Engländer ist es durchaus denkbar, daß er es vielleicht deshalb nicht tut, um Deutschland nicht außerstande zu setzen, den Krieg gegen Rußland weiterzuführen, da ein Abringen der deutschen und russischen Kräfte gegeneinander in seinem Interesse liegt.“

Und Albert Speer hatte den Eindruck, dass die Westmächte „das Tempo der Zerstörungen bei uns so drosselten, daß ihre Invasion und ihre Angriffspläne damit gleichlaufen, d.h., daß unsere Widerstandskraft im Osten noch soweit aufrechterhalten blieb, bis sie ihre Etappen im Westen erreicht hatten“. Nach Karlsch und Stokes gibt es für diese These, dass die britische Generalität der Wehrmacht eine Fortsetzung des Krieges gegen die Sowjetunion ermöglichen wollte, keine Beweise. Aus strategischen Gründen sei im Jahr 1943 ein wirksamer Schlag gegen die deutsche Treibstoffversorgung nicht durchführbar gewesen, denn es kam nicht auf die Schwere eines Angriffs an, sondern auf wiederholte Operationen. Für Birkenfeld kann keinem Zweifel unterliegen, dass ein Angriff 1943 zu einem neuen „Schweinfurt“ geführt hätte. Auch lagen viele Ziele erst ab Februar 1944 in Reichweite. Dazu kommt das notwendige gute Flugwetter, so dass sich die Fragestellung darauf verkürzt, warum die Luftoffensive nicht drei Monate eher durchgeführt wurde. Der marxistische Historiker Olaf Groehler führt hingegen die lange Nichtbombardierung auf ein „Gentlemen Agreement“ der Schwerindustrien Deutschlands und der USA zurück, und deswegen habe das „Commitee on Operation Analyst“, in dem der Hauptdirektor des Morgan-Konzerns Thomas W. Lamont und der Anwalt von Standard Oil Elihu Root saßen, die Bombardierung abgelehnt. Horst Boog fragt sich, warum nicht gleich zu Beginn der Luftoffensive die beiden Bleitetraäthylen-Werke in Frose und Gapel, welche kurz vor Kriegsbeginn mit Wissen und Förderung der Engländer und Amerikaner gebaut worden waren, bombardiert wurden. Die Luftwaffe wäre dann ohne hochoktaniges Benzin sofort vollends zu Boden gezwungen worden.
Das US Office of Air Force History stellt hierzu fest, bereits im Jahre 1940 hätten die Briten Angriffe gegen die deutsche Ölindustrie geplant. Dennoch seien bis Mai 1944 nur 1,1 % aller alliierter Luftangriffe gegen derartige Ziele geflogen worden. Es seien einfach nicht genügend Kräfte dafür verfügbar gewesen. Die Alliierten erst ab Anfang 1944 über genügend schwere Bomber verfügt. Zudem seien Luftangriffe zur Vorbereitung der Invasion höher priorisiert gewesen. Es seine zu viele andere Dinge zu erledigen gewesen.